# Rados Dezső
Rados Dezső, született Gold (Győr, 1891. április 12. – Budapest, 1974. szeptember 17.) magyar hegedűtanár, érdemes művész.

## Élete
Rados (Gold) Benő József (1864–1937) győri kocsmáros, később pesti kávés és Spitzer Anna (1867–1953) gyermekeként született. 1913-ban a Zeneakadémián Mambriny Gyula tanítványaként szerezte meg oklevelét. 1913 és 1918 között a Szabadkai, majd két évig a Szombathelyi Zeneiskolában tanított. 1920 és 1942 között a Fodor Zeneiskola tanára volt. 1942-től a Goldmark Zeneiskola igazgatójává nevezték ki, ahol a második világháború idején a hivatalos iskolarendszerből kizárt zsidó származású tanulók és pedagógusok számára szervezett zeneoktatást hozott létre. Az 1945 utáni két tanévben a Nemzeti Zenedében tanított, majd 1947-ben a Liszt Ferenc Zeneművészeti Főiskolán a hegedű tanszak tanára lett. 1959-ben nyugalomba vonult, de módszertant, didaktikát élete végéig tanított. A hegedűmetodika országosan elismert szakértője volt.
Sírja a Kozma utcai izraelita temetőben található.

## Családja
Házastársa Weil Anna (1897–1970) volt, Weil Artúr és Kohári Hedvig lánya, akivel 1925. július 5-én Budapesten kötött házasságot.
Gyermekei Rados Bertalan (1926–1945) és Rados Ferenc (1934–2025) Kossuth-díjas magyar zongoraművész, zenepedagógus.

## Díjak, elismerések
- Szocialista Munkáért érdemérem (1955)
- Munka Érdemrend arany fokozata (1964)[15]
- Érdemes művész (1967)